# HŽ 1061 sorozat
A HŽ 1061 sorozat egy horvát Bo'Bo'Bo' tengelyelrendezésű 3000 V DC áramrendszerű csuklós villamosmozdony-sorozat volt. Szlovéniában SŽ 362 sorozat néven ismert.
Olaszországban gyártotta a Breda és az Ansaldo 1960-ban. Összesen 50 db készült a sorozatból. Becenevei: Breda, Žutka, Mehovka.
Ez a mozdony, amelyet az olasz Ansaldo és a Breda közösen épített, az olasz FS E636 sorozatból származik, és eredetileg az olasz kormány adományozta. Az SFRJ-ben JŽ 362 sorozat néven ismerték. Leginkább a Rijeka-Zágráb-vasútvonalon és e vonal néhány mellékágán használták. A Rijeka-Zágráb-vasútvonal 3KV-os egyenáramú villamos rendszerről a 25 KV-os váltakozó áramú felsővezetékre való átállásával ezek a mozdonyok 2012-ben nyugdíjba vonultak. A szlovén vasútnál használt, majdnem azonos típusú mozdonyokat 2008-ban kivonták a forgalomból.

## Története
Olyan mozdonyra volt szükség, amely a Rijeka-Zágráb hegyvidéki vasútvonalon, nagyon dombos terepen is működőképes. Az akkori gőz- és dízelmozdonyok nem tudták teljesíteni a kérést, mivel nem tudtak elegendő teljesítményt kifejteni. Ezért a vonalat villamosították, az akkoriban szokásos 3 kV-os egyenfeszültséggel. Ezeket a mozdonyokat 1960 és 1964 között (001-019-es számmal), valamint 1968 és 1969 között (101-110-es számmal) vetették be ezen a vonalon.
A mozdonyok két sorozatra oszlanak:
- JŽ 362.001-040 (első sorozat) : 40 mozdony épült 1960 és 1967 között, 35 1960 és 1964 között, további 5 1967-ig.
- JŽ 362.101-110 (második sorozat): 10 mozdony épült 1968-ban. Ezek abban különböznek az előzőktől, hogy tengelyenként 20 tonnánál nagyobb tengelyterheléssel rendelkeznek, és az alapszerkezeten kisebb fejlesztéseket hajtottak végre.

A mozdonyok eredetileg sárga és fenyőzöld színösszeállításúak voltak, ami miatt a horvát mozdonyvezetők körében a "žutka" ("sárga") becenevet kapta; a szlovén mozdonyvezetők ehelyett a "meh" ("fújtató") becenevet adták neki a tűzfúvó fújtatóra emlékeztető csuklós kialakítás miatt. A horvát mozdonyokat végül átfestették az új szürke-világoskék-sötétkék színűre, míg a szlovén mozdonyok nyugdíjazásukig megtartották a jugoszláv színt.
Jugoszlávia felbomlása után a Szlovén Vasutak 18 darab 0. sorozatú mozdonyt kaptak, míg a többi a Horvát Vasutaké lett.
Később a legtöbb villamosított horvátországi vonalat újra villamosították 25 kV váltakozó feszültségűre, és az 1061-es HŽ sorozatú, 3 kV egyenfeszültséget használó mozdonyokat azóta csak a Šapjane-Rijeka-Moravice vonalon vetették be. Később ezt a vonalat is újravillamosították a szabványos feszültségre, és 2012 decemberében az összes mozdonyt kivonták a forgalomból.
Szlovéniában, ahol még mindig a 3 kV egyenfeszültség a szabványos feszültség, a Szlovén Vasutak 2005-ben kezdte meg a 362 sorozat leváltását az SŽ 541 sorozatra, és 2009 júliusában az utolsó mozdony is búcsúzott. A mozdonyok egy részét eladták más országoknak, egyet a Szlovén Vasúttörténeti Múzeum szerzett meg, a többit pedig selejtezték.

## Lásd még
- FS E636 sorozat